# Municipio 6 (condado de Pratt)
El municipio 6 (en inglés: Township 6) es un municipio ubicado en el condado de Pratt en el estado estadounidense de Kansas. En el año 2010 tenía una población de 530 habitantes y una densidad poblacional de 1,39 personas por km².

## Geografía
El municipio 6 se encuentra ubicado en las coordenadas 37°44′26″N 98°33′58″O / 37.74056, -98.56611. Según la Oficina del Censo de los Estados Unidos, el municipio tiene una superficie total de 381.87 km², de la cual 381.39 km² corresponden a tierra firme y (0.13%) 0.48 km² es agua.

## Demografía
Según el censo de 2010, había 530 personas residiendo en el municipio 6. La densidad de población era de 1,39 hab./km². De los 530 habitantes del municipio 6, el 97.74% eran blancos, el 0.38% eran afroamericanos, el 0.94% eran amerindios, el 0.19% eran asiáticos y el 0.75% eran de otras razas. Del total de la población el 1.32% eran hispanos o latinos de cualquier raza.